# Hannogne-Saint-Martin
Hannogne-Saint-Martin település Franciaországban, Ardennes megyében. Lakosainak száma 439 fő (2022. január 1.). Hannogne-Saint-Martin Dom-le-Mesnil, Saint-Aignan, Sapogne-et-Feuchères és Villers-sur-Bar községekkel határos.

## Népesség
A település népességének változása:
| Lakosok száma | 461  | 430  | 431  | 471  | 457  | 463  | 465  | 475  | 463  | 439  |
|               | 1968 | 1982 | 1990 | 2006 | 2013 | 2015 | 2017 | 2019 | 2020 | 2022 |